# Zelfhelend beton

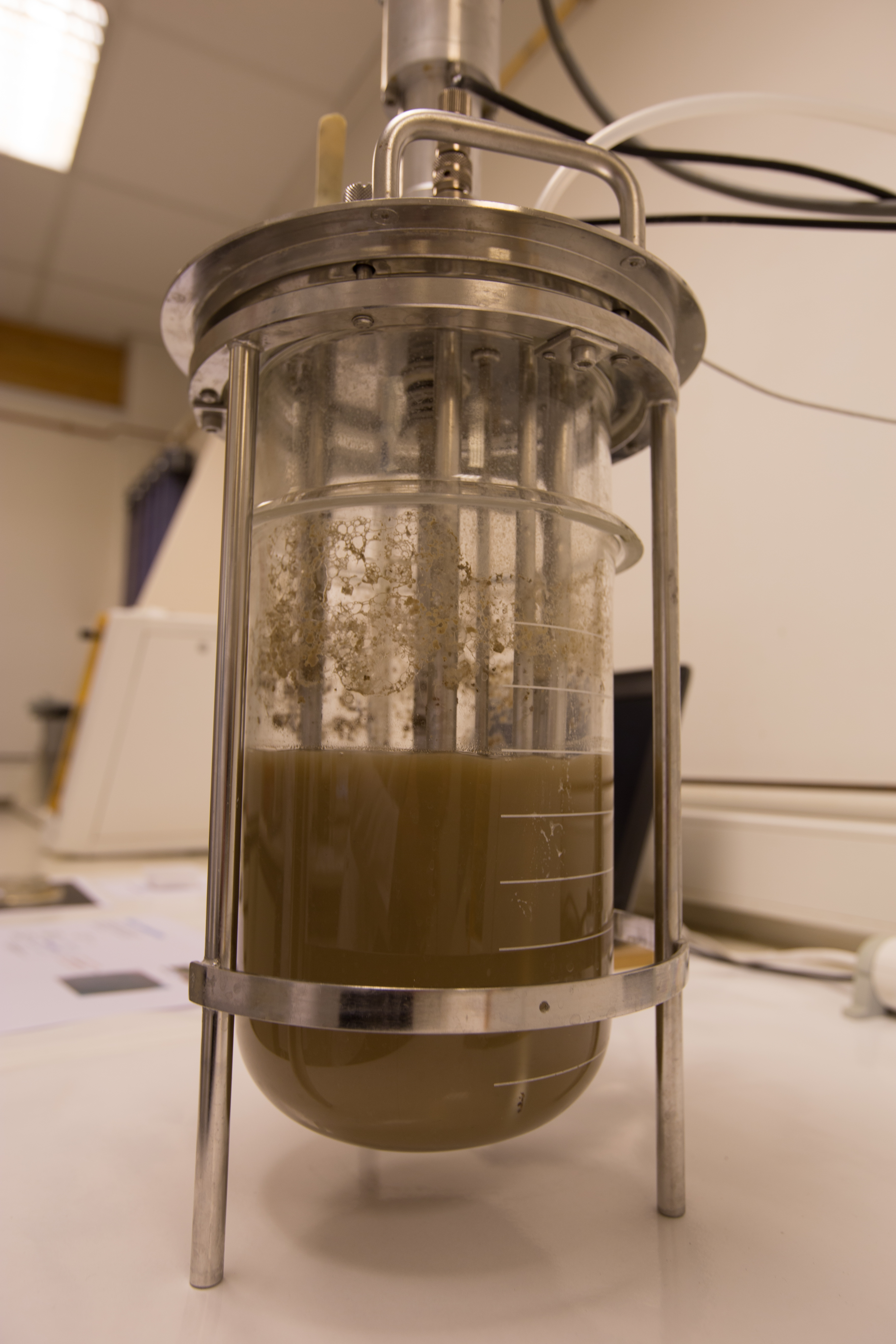
Kweek van spoorvormende bacteriën voor toepassing in zelfhelend beton

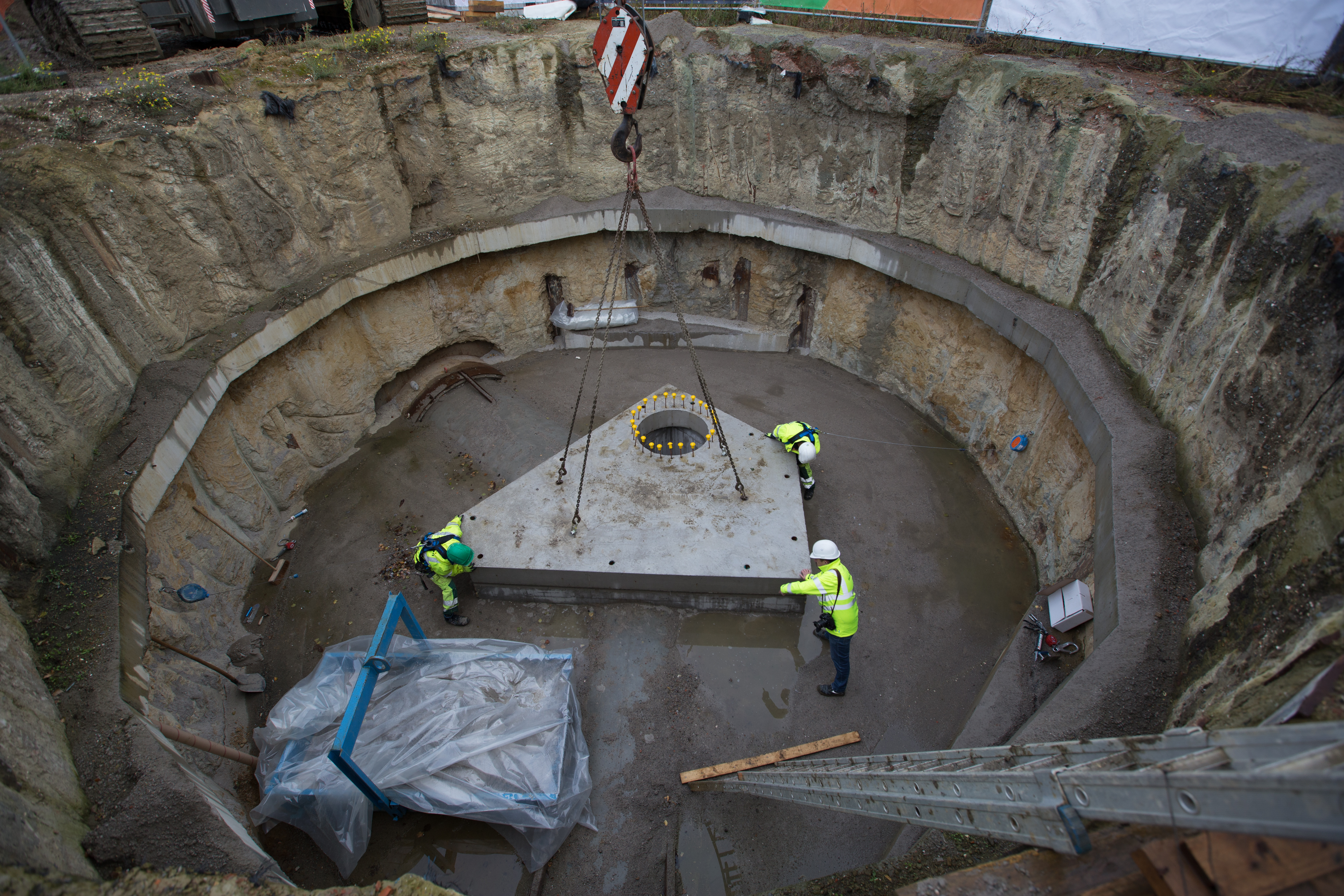
Plaatsing van een dekplaat van zelfhelend beton op een rioleringsinspectieput

Zelfhelend beton is beton met een speciale toevoeging waardoor ontstane scheurtjes vanzelf afgesloten worden voordat ze schade aan de constructie kunnen doen. De ontwikkeling ervan is een Europees project van een tiental onderzoeksinstellingen. Zelfherstellend beton is nog in ontwikkeling; de eerste praktijktest in België begon in 2017 met het maken van een onderdeel voor de Oosterweelverbinding te Antwerpen.

## Betonrot
Beton is een populair bouwmateriaal door de relatief lage kosten, de hoge druksterkte en de architecturale vrijheid die het toelaat. Een nadeel is echter dat er door de lage treksterkte makkelijk scheurtjes ontstaan aan de trekzijde. Langs die scheurtjes dringen schadelijke stoffen binnen tot de wapening, waardoor er corrosie kan ontstaan. Men spreekt dan van betonrot. Om betonrot tegen te gaan herstelt de Belgische overheid scheurtjes vanaf een grootte van 0,3 millimeter. Zelfhelend beton zou de capaciteit hebben om scheurtjes tot 0,5 millimeter zelf te herstellen. Het onderliggende idee is dat het materiaal die scheurtjes zelf dicht vooraleer ze tot grotere schade leiden.  Het verwachte nut hiervan is het verhogen van de levensduur van het materiaal, wat vooral van pas zou komen op moeilijk bereikbare plaatsen waar beton gebruikt wordt, zoals in funderingen of riolen.

## Zelfhelend vermogen
Beton bestaat uit cement, zand, grind en water. Het materiaal verkrijgt zijn sterkte doordat het cement verhardt zodra het in contact komt met water. Niet alle cementdeeltjes reageren tijdens de menging echter met het water. Als er scheuren in het beton ontstaan, komt een deel van het cement dus in contact met nieuw water waardoor het cement verder verhardt, wat eventuele scheurtjes voor een deel weer opvult en herstelt. Elk beton is daarom uit zichzelf al enigszins zelfhelend.
Een van de voorgestelde strategieën is de toevoeging van pH-gevoelige superabsorberende polymeren (SAP), een materiaal dat men ook in luiers vindt. Die kunnen tot 500 keer hun eigen gewicht aan water absorberen. Als er scheurtjes ontstaan, dringt zuurder water binnen tot bij de SAP's, waardoor ze opzwellen en de scheurtjes afdichten.
Een ander additief bestaat uit een poeder van spoorvormende bacteriën en hun nutriënten (ureum). Zij kunnen lange tijd in extreme omstandigheden overleven en worden op die eigenschap geselecteerd om in het beton te mengen. Zodra er scheurtjes in het beton ontstaan, komen zij weer in contact met water en lucht, waardoor hun metabolisme opnieuw op gang komt. Ze produceren calciumcarbonaat, een soort kalksteen, waarmee ze de scheurtjes dichtmetselen tot ze weer zijn ingekapseld in het materiaal.

## Toepassing
De ontwikkeling van zelfhelend beton vindt plaats in het kader van een Europees project van een tiental onderzoeksinstellingen, waaronder de Universiteit Gent en de Technische Universiteit Delft. De eerste toepassing in België gebeurde in het kader van de werken rond de Oosterweelverbinding, waar een demonstratie-element van de vakgroep Bouwkundige Constructies aan de Universiteit Gent gebruikt is als dekplaat van een inspectieput in de riolering. De wetenschappers onderzoeken er of het materiaal in een concrete toepassing hetzelfde doet als in laboratoriumcondities.